# Dromomeron
Dromomeron là một chi khủng long, được Irmis Nesbitt Padian N. D. Smith Turner Woody & A. Downs mô tả khoa học năm 2007.